# 周砥
周砥（？年—？年），字砥青，湖南省长沙縣人，日本學校畢業，商科進士。

## 生平
- 宣統三年（1911年）九月，經學部驗看考試列最優等，賞給商科進士[2]。
- 湖南銀行行长[3]
- 中國實業銀行上海分行副經理[4]。
- 四行信託部秘書[5]
- 上海會計師公會會員